# Liste des monuments historiques protégés en 2022
Cet article recense les immeubles protégés au titre des monuments historiques en 2022, en France,.

## Protections
| Édifice | Commune                                                    | Département\|Te         | Région Collectivité        | Protection     | Autre protection                                           | Base Mérimée         | Coordonnées                                             | Image |
| --- | ---------------------------------------------------------- | ----------------------- | -------------------------- | -------------- | ---------------------------------------------------------- | -------------------- | ------------------------------------------------------- | ----- |
| Maison, 7 rue Jules-Migonney | Bourg-en-Bresse                                            | Ain                     | Auvergne-Rhône-Alpes       | Inscrit        |                                                            | Notice no PA01000050 | 46° 12′ 12″ nord, 5° 13′ 35″ est                        |       |
| Château de la Bôve | Bouconville-Vauclair                                       | Aisne                   | Hauts-de-France            | Inscrit        |                                                            | Notice no PA02000100 | 49° 28′ 34″ nord, 3° 45′ 00″ est                        |       |
| Ancienne chambre de commerce | Saint-Quentin                                              | Aisne                   | Hauts-de-France            | Inscrit        |                                                            | Notice no PA02000102 | 49° 50′ 45″ nord, 3° 17′ 19″ est                        |       |
| Église Sainte-Thérèse-de-l'Enfant-Jésus | Saint-Quentin                                              | Aisne                   | Hauts-de-France            | Inscrit        |                                                            | Notice no PA02000101 | 49° 50′ 02″ nord, 3° 18′ 30″ est                        |       |
| L'imprimerie du journal « Le Démocrate de l'Aisne » | Vervins                                                    | Aisne                   | Hauts-de-France            | Inscrit        |                                                            | Notice no PA02000103 | 49° 50′ 04″ nord, 3° 54′ 37″ est                        |       |
| Sources du Dôme et du Lys | Abrest                                                     | Allier                  | Auvergne-Rhône-Alpes       | Inscrit        |                                                            | Notice no PA03000071 | 46° 05′ 56″ nord, 3° 25′ 10″ est                        |       |
| Pavillon du golf | Bellerive-sur-Allier                                       | Allier                  | Auvergne-Rhône-Alpes       | Inscrit        |                                                            | Notice no PA03000069 | 46° 07′ 34″ nord, 3° 24′ 38″ est                        |       |
| Bâtiment du tir aux pigeons | Bellerive-sur-Allier                                       | Allier                  | Auvergne-Rhône-Alpes       | Inscrit        |                                                            | Notice no PA03000070 | 46° 07′ 00″ nord, 3° 25′ 24″ est                        |       |
| Confiserie Sérardy | Moulins                                                    | Allier                  | Auvergne-Rhône-Alpes       | Inscrit        |                                                            | Notice no PA03000067 | 46° 34′ 03″ nord, 3° 19′ 52″ est                        |       |
| Stade équestre du Sichon | Vichy                                                      | Allier                  | Auvergne-Rhône-Alpes       | Inscrit        |                                                            | Notice no PA03000068 | 46° 07′ 56″ nord, 3° 25′ 31″ est                        |       |
| Chapelle Saint-Maxime | Riez                                                       | Alpes-de-Haute-Provence | Provence-Alpes-Côte d'Azur | Inscrit        | Classé (1921)                                              | Notice no PA00080452 | 43° 49′ 15″ nord, 6° 05′ 50″ est                        |       |
| Maison 31 Grand-Rue de Riez (d) | Riez                                                       | Alpes-de-Haute-Provence | Provence-Alpes-Côte d'Azur | Inscrit        |                                                            | Notice no PA04000041 | 43° 49′ 07″ nord, 6° 05′ 29″ est                        |       |
| Ancien centre médical Rhône-Azur | Briançon                                                   | Hautes-Alpes            | Provence-Alpes-Côte d'Azur | Inscrit        |                                                            | Notice no PA05000024 | 44° 54′ 50″ nord, 6° 37′ 37″ est                        |       |
| Hôtel Bristol | Beaulieu-sur-Mer                                           | Alpes-Maritimes         | Auvergne-Rhône-Alpes       | Inscrit        | Inscrit (1978)                                             | Notice no PA00080662 | 43° 42′ 16″ nord, 7° 19′ 57″ est                        |       |
| Église orthodoxe Saint-Michel-Archange | Cannes                                                     | Alpes-Maritimes         | Auvergne-Rhône-Alpes       | Inscrit        |                                                            | Notice no PA06000070 | 43° 32′ 46″ nord, 7° 02′ 22″ est                        |       |
| Viaduc du Caramel | Castillon                                                  | Alpes-Maritimes         | Auvergne-Rhône-Alpes       | Inscrit        |                                                            | Notice no PA06000072 | 43° 49′ 42″ nord, 7° 28′ 52″ est                        |       |
| Viaduc du Careï | Castillon                                                  | Alpes-Maritimes         | Auvergne-Rhône-Alpes       | Inscrit        |                                                            | Notice no PA06000073 | 43° 49′ 45″ nord, 7° 28′ 28″ est                        |       |
| Chapelle funéraire orthodoxe russe du prince Troubetskoï du cimetière du Vieux-Château                                                                                 | Menton                                                     | Alpes-Maritimes         | Auvergne-Rhône-Alpes       | Inscrit        |                                                            | Notice no PA06000071 | 43° 46′ 41″ nord, 7° 30′ 22″ est                        |       |
| Ancien Impérial hôtel | Nice                                                       | Alpes-Maritimes         | Auvergne-Rhône-Alpes       | Inscrit        |                                                            | Notice no PA06000074 | 43° 42′ 13″ nord, 7° 16′ 37″ est                        |       |
| Église Sainte-Marguerite de Roquebrune (d) | Roquebrune-Cap-Martin                                      | Alpes-Maritimes         | Auvergne-Rhône-Alpes       | Inscrit        |                                                            | Notice no PA06000075 | 43° 45′ 53″ nord, 7° 27′ 37″ est                        |       |
| Hôtel de ville de Charleville-Mézières | Charleville-Mézières                                       | Ardennes                | Grand Est                  | Inscrit        |                                                            | Notice no PA08000021 | 49° 45′ 37″ nord, 4° 43′ 09″ est                        |       |
| Grand café de l'Union (d) | Saint-Girons                                               | Ariège                  | Occitanie                  | Inscrit        |                                                            | Notice no PA09000037 | 42° 59′ 02″ nord, 1° 08′ 43″ est                        |       |
| Église Saint-Gimer de Carcassonne | Carcassonne                                                | Aude                    | Occitanie                  | Classé         | Inscrit (2020)                                             | Notice no PA11000059 | 43° 13′ 06″ nord, 2° 21′ 06″ est                        |       |
| Château de Pech Redon (d) | Pezens                                                     | Aude                    | Occitanie                  | Inscrit        |                                                            | Notice no PA11000061 | 43° 14′ 19″ nord, 2° 16′ 06″ est                        |       |
| Ancien garage Citroën | Lézignan-Corbières                                         | Aude                    | Occitanie                  | Inscrit        |                                                            | Notice no PA11000062 | 43° 12′ 02″ nord, 2° 46′ 10″ est                        |       |
| Maladrerie La Malautie (d) | Villeneuve                                                 | Aveyron                 | Occitanie                  | Inscrit        |                                                            | Notice no PA12000080 | 44° 25′ 54″ nord, 2° 01′ 22″ est                        |       |
| Ancien domaine de Giraud (d) | Arles                                                      | Bouches-du-Rhône        | Provence-Alpes-Côte d'Azur | Inscrit        |                                                            | Notice no PA13000100 | 43° 33′ 51″ nord, 4° 41′ 10″ est                        |       |
| Ancien château de Cabannes (d) | Cabannes                                                   | Bouches-du-Rhône        | Provence-Alpes-Côte d'Azur | Inscrit        |                                                            | Notice no PA13000101 | 43° 51′ 40″ nord, 4° 56′ 58″ est                        |       |
| Musée Grobet-Labadié | Marseille                                                  | Bouches-du-Rhône        | Provence-Alpes-Côte d'Azur | Inscrit        |                                                            | Notice no PA13000102 | 43° 17′ 46″ nord, 5° 22′ 31″ est                        |       |
| Palais de la Bourse | Marseille                                                  | Bouches-du-Rhône        | Provence-Alpes-Côte d'Azur | Inscrit        |                                                            | Notice no PA13000103 | 43° 17′ 46″ nord, 5° 22′ 31″ est                        |       |
| La bastide dite « Château Valmante » (alors appelé « de Redon ») | Marseille                                                  | Bouches-du-Rhône        | Provence-Alpes-Côte d'Azur | Inscrit        |                                                            | Notice no PA13000104 | 43° 14′ 50″ nord, 5° 24′ 52″ est                        |       |
| Escalier monumental de la gare de Marseille-Saint-Charles | Marseille                                                  | Bouches-du-Rhône        | Provence-Alpes-Côte d'Azur | Inscrit        |                                                            | Notice no PA13000109 | 43° 18′ 06″ nord, 5° 22′ 50″ est                        |       |
| Colonne de la Peste ou Colonne du Dévouement | Marseille                                                  | Bouches-du-Rhône        | Provence-Alpes-Côte d'Azur | Inscrit        |                                                            | Notice no PA13000105 | 43° 17′ 43″ nord, 5° 23′ 01″ est                        |       |
| Colonne d'Homère | Marseille                                                  | Bouches-du-Rhône        | Provence-Alpes-Côte d'Azur | Inscrit        |                                                            | Notice no PA13000106 | 43° 17′ 39″ nord, 5° 22′ 51″ est                        |       |
| Colonne du jardin de la Colline Puget | Marseille                                                  | Bouches-du-Rhône        | Provence-Alpes-Côte d'Azur | Inscrit        |                                                            | Notice no PA13000107 | 43° 17′ 24″ nord, 5° 22′ 14″ est                        |       |
| Colonne Puget | Marseille                                                  | Bouches-du-Rhône        | Provence-Alpes-Côte d'Azur | Inscrit        |                                                            | Notice no PA13000108 | 43° 17′ 41″ nord, 5° 22′ 44″ est                        |       |
| Église Notre-Dame d'Urville | Urville                                                    | Calvados                | Normandie                  | Inscrit        | Inscrit (1932)                                             | Notice no PA00111770 | 49° 01′ 31″ nord, 0° 17′ 54″ ouest                      |       |
| Château de Villons-les-Buissons | Villons-les-Buissons                                       | Calvados                | Normandie                  | Inscrit        |                                                            | Notice no PA14000114 | 49° 14′ 26″ nord, 0° 24′ 26″ ouest                      |       |
| Château de Saint-Chamant | Saint-Chamant                                              | Cantal                  | Auvergne-Rhône-Alpes       | Inscrit        |                                                            | Notice no PA00093603 | 45° 05′ 18″ nord, 2° 26′ 45″ est                        |       |
| Maison, 4, rue de la Madeleine | La Jarrie                                                  | Charente-Maritime       | Nouvelle-Aquitaine         | Inscrit        |                                                            | Notice no PA17000111 | 46° 07′ 47″ nord, 1° 00′ 41″ ouest                      |       |
| Ancienne salle de cinéma Olympia et Café de la Paix | La Rochelle                                                | Charente-Maritime       | Nouvelle-Aquitaine         | Inscrit        | Classé (1984)                                              | Notice no PA00104875 | 46° 09′ 45″ nord, 1° 09′ 07″ ouest                      |       |
| Pavillon de l'école de médecine navale | La Rochelle                                                | Charente-Maritime       | Nouvelle-Aquitaine         | Classé         | Inscrit (1965, 2021)                                       | Notice no PA17000108 | 45° 56′ 36″ nord, 0° 57′ 50″ ouest                      |       |
| Hôtel d'Amblimont | Rochefort                                                  | Charente-Maritime       | Nouvelle-Aquitaine         | Classé         | Inscrit (2021)                                             | Notice no PA17000109 | 45° 56′ 04″ nord, 0° 57′ 28″ ouest                      |       |
| Moulin à eau de la Chappe | Bourges                                                    | Cher                    | Centre-Val de Loire        | Inscrit        |                                                            | Notice no PA18000069 | 47° 04′ 52″ nord, 2° 23′ 19″ est                        |       |
| Église Notre-Dame de Germigny-l'Exempt | Germigny-l'Exempt                                          | Cher                    | Centre-Val de Loire        | Inscrit        | Classé (1912)                                              | Notice no PA00096806 | 46° 55′ 08″ nord, 2° 53′ 50″ est                        |       |
| Palais Caraffa | Bastia                                                     | Haute-Corse             | Corse                      | Inscrit        | Inscrit (2009, 2018)                                       | Notice no PA2B000017 | 42° 41′ 42″ nord, 9° 26′ 53″ est                        |       |
| Monument à Étienne-Jules Marey | Beaune                                                     | Côte-d'Or               | Bourgogne-Franche-Comté    | Classé         | Inscrit (2019)                                             | Notice no PA21000095 | 47° 01′ 31″ nord, 4° 50′ 09″ est                        |       |
| Parc Noisot | Fixin                                                      | Côte-d'Or               | Bourgogne-Franche-Comté    | Inscrit        |                                                            | Notice no PA21000109 | 47° 14′ 44″ nord, 4° 57′ 45″ est                        |       |
| Jardins et le parc du Domaine de la Serrée | Mesmont                                                    | Côte-d'Or               | Bourgogne-Franche-Comté    | Classé         | Inscrit (2016)                                             | Notice no PA2B000017 | 42° 41′ 42″ nord, 9° 26′ 53″ est                        |       |
| Château de Kerninon | Ploulec'h                                                  | Côtes-d'Armor           | Bretagne                   | Inscrit        |                                                            | Notice no PA22000067 | 48° 43′ 29″ nord, 3° 30′ 53″ ouest                      |       |
| Ancien évêché, aujourd'hui hôtel de ville (d) | Tréguier                                                   | Côtes-d'Armor           | Bretagne                   | Inscrit        | Inscrit (1925), Classé (1954,1956)                         | Notice no PA00089703 | 48° 47′ 17″ nord, 3° 13′ 53″ ouest                      |       |
| Château de la Chezotte | Ahun                                                       | Creuse                  | Nouvelle-Aquitaine         | Inscrit        | Inscrit (1920)                                             | Notice no PA00099980 | 46° 05′ 20″ nord, 2° 00′ 55″ est                        |       |
| Église Saint-Martial-et-Saint-Denis (d) | Domeyrot                                                   | Creuse                  | Nouvelle-Aquitaine         | Inscrit        |                                                            | Notice no PA23000031 | 46° 14′ 57″ nord, 2° 09′ 23″ est                        |       |
| Château de Carlux | Carlux                                                     | Dordogne                | Nouvelle-Aquitaine         | Classé         | Inscrit (1927)                                             | Notice no PA00082430 | 44° 53′ 00″ nord, 1° 21′ 10″ est                        |       |
| Château de Connezac (d) | Connezac                                                   | Dordogne                | Nouvelle-Aquitaine         | Inscrit        | Inscrit (1946)                                             | Notice no PA00082498 | 45° 30′ 15″ nord, 0° 31′ 26″ est                        |       |
| Château de l'Herm | Rouffignac-Saint-Cernin-de-Reilhac                         | Dordogne                | Nouvelle-Aquitaine         | Classé         | Inscrit (1927, 2021)                                       | Notice no PA00082786 | 45° 04′ 41″ nord, 0° 57′ 35″ est                        |       |
| Château de Fournils | Saint-Laurent-des-Hommes, Beaupouyet                       | Dordogne                | Nouvelle-Aquitaine         | Inscrit        |                                                            | Notice no PA24000100 | 45° 01′ 30″ nord, 0° 17′ 23″ est                        |       |
| Manoir de Cramirat | Sergeac                                                    | Dordogne                | Nouvelle-Aquitaine         | Inscrit        |                                                            | Notice no PA00083002 | 45° 00′ 09″ nord, 1° 06′ 23″ est                        |       |
| Monument aux morts, sous le porche de la mairie | Abbévillers                                                | Doubs                   | Bourgogne-Franche-Comté    | Inscrit        |                                                            | Notice no PA25000094 | 47° 25′ 52″ nord, 6° 55′ 08″ est                        |       |
| Monument aux morts du cimetière Saint-Claude | Besançon                                                   | Doubs                   | Bourgogne-Franche-Comté    | Inscrit        |                                                            | Notice no PA25000095 | 47° 15′ 44″ nord, 6° 01′ 05″ est                        |       |
| Monument aux morts | Frasne                                                     | Doubs                   | Bourgogne-Franche-Comté    | Inscrit        |                                                            | Notice no PA25000096 | 46° 51′ 21″ nord, 6° 09′ 32″ est                        |       |
| Monument aux morts | La Cluse-et-Mijoux                                         | Doubs                   | Bourgogne-Franche-Comté    | Inscrit        |                                                            | Notice no PA25000097 | 46° 52′ 17″ nord, 6° 22′ 39″ est                        |       |
| Monument aux morts | Montbéliard                                                | Doubs                   | Bourgogne-Franche-Comté    | Inscrit        |                                                            | Notice no PA25000098 | 47° 30′ 29″ nord, 6° 48′ 00″ est                        |       |
| Monument aux morts | Morteau                                                    | Doubs                   | Bourgogne-Franche-Comté    | Inscrit        |                                                            | Notice no PA25000099 | 47° 03′ 25″ nord, 6° 36′ 17″ est                        |       |
| Domaine d'Ollans | Ollans                                                     | Doubs                   | Bourgogne-Franche-Comté    | Inscrit        | Inscrit (1988)                                             | Notice no PA00101696 | 47° 25′ 10″ nord, 6° 14′ 32″ est                        |       |
| Monument aux morts | Ornans                                                     | Doubs                   | Bourgogne-Franche-Comté    | Inscrit        |                                                            | Notice no PA25000100 | 47° 06′ 19″ nord, 6° 08′ 54″ est                        |       |
| Monument aux morts, y compris le carré militaire | Pontarlier                                                 | Doubs                   | Bourgogne-Franche-Comté    | Inscrit        |                                                            | Notice no PA25000101 | 46° 54′ 24″ nord, 6° 21′ 25″ est                        |       |
| Monument aux morts | Sombacour                                                  | Doubs                   | Bourgogne-Franche-Comté    | Inscrit        |                                                            | Notice no PA25000102 | 46° 57′ 02″ nord, 6° 15′ 33″ est                        |       |
| Monument aux morts | Touillon-et-Loutelet                                       | Doubs                   | Bourgogne-Franche-Comté    | Inscrit        |                                                            | Notice no PA25000103 | 46° 47′ 32″ nord, 6° 21′ 04″ est                        |       |
| Monument aux morts | Trévillers                                                 | Doubs                   | Bourgogne-Franche-Comté    | Inscrit        |                                                            | Notice no PA25000104 | 47° 16′ 54″ nord, 6° 51′ 59″ est                        |       |
| Tènement de la Visitation | Romans-sur-Isère                                           | Drôme                   | Auvergne-Rhône-Alpes       | Inscrit        | Inscrit (1978)                                             | Notice no PA25000103 | 45° 02′ 40″ nord, 5° 03′ 15″ est                        |       |
| Monument aux morts de Valence | Valence                                                    | Drôme                   | Auvergne-Rhône-Alpes       | Classé         | Inscrit (2019)                                             | Notice no PA26000036 | 44° 55′ 50″ nord, 4° 53′ 10″ est                        |       |
| Prieuré de la Sainte-Trinité : Les anciens jardins et logement du deuxième desservant                                                                                  | Beaumont-le-Roger, Beaumontel                              | Eure                    | Normandie                  | Inscrit        | Classé (1916)                                              | Notice no PA00099324 | 49° 04′ 59″ nord, 0° 46′ 32″ est                        |       |
| Monument aux morts | Bernay                                                     | Eure                    | Normandie                  | Inscrit        |                                                            | Notice no PA27000093 | 49° 05′ 19″ nord, 0° 35′ 56″ est                        |       |
| Monument aux morts du carré militaire du cimetière Saint-Louis | Évreux                                                     | Eure                    | Normandie                  | Inscrit        |                                                            | Notice no PA27000094 | 49° 01′ 23″ nord, 1° 09′ 23″ est                        |       |
| Monument aux morts | Lyons-la-Forêt                                             | Eure                    | Normandie                  | Inscrit        |                                                            | Notice no PA27000095 | 49° 23′ 59″ nord, 1° 28′ 32″ est                        |       |
| Monument aux morts dit du Mobile | Saint-Ouen-de-Thouberville                                 | Eure                    | Normandie                  | Inscrit        |                                                            | Notice no PA27000096 | 49° 20′ 46″ nord, 0° 55′ 50″ est                        |       |
| Ancien pensionnat Saint-Pierre (école Saint-Martin, crèche Georges Beauniée, chapelle)                                                                                 | Dreux                                                      | Eure-et-Loir            | Centre-Val de Loire        | Inscrit        |                                                            | Notice no PA28000054 | 48° 44′ 01″ nord, 1° 22′ 04″ est                        |       |
| Ancien complexe sanatorial | Dreux                                                      | Eure-et-Loir            | Centre-Val de Loire        | Inscrit        |                                                            | Notice no PA28000053 | 48° 45′ 38″ nord, 1° 20′ 11″ est                        |       |
| Temple protestant de Marsauceux (d) | Mézières-en-Drouais                                        | Eure-et-Loir            | Centre-Val de Loire        | Inscrit        |                                                            | Notice no PA28000056 | 48° 43′ 35″ nord, 1° 26′ 20″ est                        |       |
| Église Saint-Éman | Saint-Éman                                                 | Eure-et-Loir            | Centre-Val de Loire        | Inscrit        | Inscrit (1928)                                             | Notice no PA00097194 | 48° 19′ 17″ nord, 1° 12′ 55″ est                        |       |
| Mât-pilote Fénoux | Audierne                                                   | Finistère               | Bretagne                   | Inscrit        |                                                            | Notice no PA29000109 | 48° 00′ 39″ nord, 4° 32′ 28″ ouest                      |       |
| Pont de Rohan | Landerneau                                                 | Finistère               | Bretagne                   | Classé         | Classé (1929), Inscrit (1932, 2010                         | Notice no PA00090032 | 48° 27′ 01″ nord, 4° 14′ 57″ ouest                      |       |
| Immeuble, 13 rue Longue | Morlaix                                                    | Finistère               | Bretagne                   | Inscrit        |                                                            | Notice no PA29000110 | 48° 34′ 36″ nord, 3° 49′ 46″ ouest                      |       |
| Église Notre-Dame-de-l'Assomption | Rosporden                                                  | Finistère               | Bretagne                   | Inscrit        | Classé (1914, 1940)                                        | Notice no PA00090407 | 47° 57′ 34″ nord, 3° 49′ 38″ ouest                      |       |
| Ancien foyer de Progrès agricole puis CFPPA | Bagnols-sur-Cèze                                           | Gard                    | Occitanie                  | Inscrit        |                                                            | Notice no PA30000141 | 44° 09′ 48″ nord, 4° 36′ 55″ est                        |       |
| Site archéologique du Castellas | Le Cailar                                                  | Gard                    | Occitanie                  | Inscrit        |                                                            | Notice no PA30000143 | 43° 40′ 23″ nord, 4° 14′ 00″ est                        |       |
| Maison Ysalguier | Auterive                                                   | Haute-Garonne           | Occitanie                  | Inscrit        |                                                            | Notice no PA31000125 | 43° 21′ 07″ nord, 1° 28′ 43″ est                        |       |
| Abbaye Sainte-Marie du Désert | Bellegarde-Sainte-Marie                                    | Haute-Garonne           | Occitanie                  | Inscrit        |                                                            | Notice no PA31000127 | 43° 41′ 36″ nord, 1° 06′ 57″ est                        |       |
| Maison, 10 rue Georges-Sabo | Revel                                                      | Haute-Garonne           | Occitanie                  | Inscrit        |                                                            | Notice no PA31000126 | 43° 27′ 28″ nord, 2° 00′ 19″ est                        |       |
| Vestiges du rempart gallo-romain, également dits « tour Saint-Jacques »                                                                                                | Toulouse                                                   | Haute-Garonne           | Occitanie                  | Classé         | Inscrit (1990)                                             | Notice no PA00094679 | 43° 35′ 53″ N, 1° 27′ 05″ E                             |       |
| Villa Alexandre Dumas | Arcachon                                                   | Gironde                 | Nouvelle-Aquitaine         | Inscrit        |                                                            | Notice no PA33000254 | 44° 39′ 32″ nord, 1° 10′ 36″ ouest                      |       |
| Stade Chaban-Delmas | Bordeaux                                                   | Gironde                 | Nouvelle-Aquitaine         | Inscrit        |                                                            | Notice no PA33000253 | 44° 49′ 45″ N, 0° 35′ 53″ O                             |       |
| Ancienne caisse d'épargne de Mériadeck | Bordeaux                                                   | Gironde                 | Nouvelle-Aquitaine         | Classé         | Inscrit (2014)                                             | Notice no PA33000174 | 44° 50′ 19″ nord, 0° 35′ 00″ ouest                      |       |
| Ancien hôpital de Cayac | Gradignan                                                  | Gironde                 | Nouvelle-Aquitaine         | Inscrit        | Inscrit (1937,1987)                                        | Notice no PA00083564 | 44° 45′ 54″ nord, 0° 37′ 10″ ouest                      |       |
| Cité Frugès - Le Corbusier : maison 1, rue des Arcades | Pessac                                                     | Gironde                 | Nouvelle-Aquitaine         | Inscrit        |                                                            | Notice no PA33000242 | 44° 47′ 53″ nord, 0° 38′ 56″ ouest                      |       |
| Cité Frugès - Le Corbusier : maison 2, rue des Arcades | Pessac                                                     | Gironde                 | Nouvelle-Aquitaine         | Inscrit        |                                                            | Notice no PA33000243 | 44° 47′ 55″ nord, 0° 38′ 55″ ouest                      |       |
| Cité Frugès - Le Corbusier : maison 11, rue des Arcades | Pessac                                                     | Gironde                 | Nouvelle-Aquitaine         | Inscrit        |                                                            | Notice no PA33000245 | 44° 47′ 56″ nord, 0° 38′ 56″ ouest                      |       |
| Cité Frugès - Le Corbusier : maison 21, rue Xavier Arnozan | Pessac                                                     | Gironde                 | Nouvelle-Aquitaine         | Inscrit        |                                                            | Notice no PA33000246 | 44° 47′ 58″ nord, 0° 38′ 49″ ouest                      |       |
| Cité Frugès - Le Corbusier : maison 9, rue Le Corbusier | Pessac                                                     | Gironde                 | Nouvelle-Aquitaine         | Inscrit        |                                                            | Notice no PA33000244 | 44° 47′ 57″ nord, 0° 38′ 51″ ouest                      |       |
| Cité Frugès - Le Corbusier : maison 19, rue Le Corbusier | Pessac                                                     | Gironde                 | Nouvelle-Aquitaine         | Inscrit        |                                                            | Notice no PA33000251 | 44° 47′ 56″ nord, 0° 38′ 52″ ouest                      |       |
| Cité Frugès - Le Corbusier : maison 23, rue Le Corbusier | Pessac                                                     | Gironde                 | Nouvelle-Aquitaine         | Inscrit        |                                                            | Notice no PA33000247 | 44° 47′ 56″ nord, 0° 38′ 52″ ouest                      |       |
| Cité Frugès - Le Corbusier : maison 24, rue Le Corbusier | Pessac                                                     | Gironde                 | Nouvelle-Aquitaine         | Inscrit        |                                                            | Notice no PA33000248 | 44° 47′ 55″ nord, 0° 38′ 54″ ouest                      |       |
| Cité Frugès - Le Corbusier : maison 25, rue Le Corbusier | Pessac                                                     | Gironde                 | Nouvelle-Aquitaine         | Inscrit        |                                                            | Notice no PA33000250 | 44° 47′ 55″ nord, 0° 38′ 52″ ouest                      |       |
| Cité Frugès - Le Corbusier : maison 26, rue Henry Frugès | Pessac                                                     | Gironde                 | Nouvelle-Aquitaine         | Inscrit        |                                                            | Notice no PA33000249 | 44° 47′ 57″ nord, 0° 38′ 50″ ouest                      |       |
| Villa gallo-romaine du Palat | Saint-Émilion                                              | Gironde                 | Nouvelle-Aquitaine         | Inscrit        |                                                            | Notice no PA33000252 | 44° 53′ 11″ nord, 0° 09′ 19″ ouest                      |       |
| Château de Peixotto : l'entrée du domaine et le pavillon de musique | Talence                                                    | Gironde                 | Nouvelle-Aquitaine         | Inscrit        |                                                            | Notice no PA00083845 | 44° 48′ 29″ N, 0° 35′ 23″ O                             |       |
| Maison Niel (ou Rouch) | Caux                                                       | Hérault                 | Occitanie                  | Inscrit        |                                                            | Notice no PA34000134 | 43° 30′ 25″ nord, 3° 22′ 04″ est                        |       |
| Aqueduc Saint-Clément | Montferrier-sur-Lez, Montpellier, Saint-Clément-de-Rivière | Hérault                 | Occitanie                  | Inscrit        | Inscrit (1994)                                             | Notice no PA00132961 | 43° 36′ 42″ N, 3° 52′ 00″ E 43° 39′ 13″ N, 3° 51′ 25″ E |       |
| Château de Montferrand | Saint-Mathieu-de-Tréviers                                  | Hérault                 | Occitanie                  | Inscrit        |                                                            | Notice no PA34000135 | 43° 46′ 32″ N, 3° 50′ 24″ E                             |       |
| Église Saint-Léonard de Châtillon-sur-Seiche (d) | Noyal-Châtillon-sur-Seiche                                 | Ille-et-Vilaine         | Bretagne                   | Inscrit        |                                                            | Notice no PA35000091 | 48° 02′ 19″ nord, 1° 40′ 03″ ouest                      |       |
| Château de la Briantais | Saint-Malo                                                 | Ille-et-Vilaine         | Bretagne                   | Inscrit        |                                                            | Notice no PA35000092 | 48° 37′ 05″ nord, 2° 00′ 46″ ouest                      |       |
| Site castral de Lys-Saint-Georges | Lys-Saint-Georges                                          | Indre                   | Centre-Val de Loire        | Inscrit        | Inscrit (1969)                                             | Notice no PA00097388 | 46° 38′ 29″ nord, 1° 49′ 24″ est                        |       |
| Domaine de la Moustière | Vicq-sur-Nahon                                             | Indre                   | Centre-Val de Loire        | Inscrit        | Inscrit (1974)                                             | Notice no PA00097483 | 47° 06′ 00″ nord, 1° 30′ 11″ est                        |       |
| Château de Beaumont-la-Ronce | Beaumont-Louestault                                        | Indre-et-Loire          | Centre-Val de Loire        | Inscrit        | Inscrit (1949)                                             | Notice no PA00097578 | 47° 34′ 15″ nord, 0° 40′ 12″ est                        |       |
| Vestiges du Château de Nouâtre (d) | Nouâtre                                                    | Indre-et-Loire          | Centre-Val de Loire        | Inscrit        |                                                            | Notice no PA37000042 | 47° 03′ 03″ nord, 0° 32′ 49″ est                        |       |
| Église Saint-Vincent d'Orbigny | Orbigny                                                    | Indre-et-Loire          | Centre-Val de Loire        | Inscrit        | Inscrit (1926)                                             | Notice no PA00097901 | 47° 12′ 36″ nord, 1° 14′ 06″ est                        |       |
| Prieuré Notre-Dame de Relay | Pont-de-Ruan                                               | Indre-et-Loire          | Centre-Val de Loire        | Inscrit        | Inscrit (1930)                                             | Notice no PA00097918 | 47° 16′ 26″ nord, 0° 32′ 44″ est                        |       |
| Manoir de Vaudésir | Saint-Christophe-sur-le-Nais                               | Indre-et-Loire          | Centre-Val de Loire        | Inscrit        | Inscrit (1947)                                             | Notice no PA00098067 | 47° 38′ 08″ nord, 0° 30′ 17″ est                        |       |
| Cave habitée de Saint-Christophe-sur-le-Nais (d) | Saint-Christophe-sur-le-Nais                               | Indre-et-Loire          | Centre-Val de Loire        | Inscrit        |                                                            | Notice no PA37000041 | 47° 36′ 57″ nord, 0° 28′ 36″ est                        |       |
| Château du Petit-Thouars (d) | Saint-Germain-sur-Vienne                                   | Indre-et-Loire          | Centre-Val de Loire        | Inscrit        |                                                            | Notice no PA37000040 | 47° 10′ 54″ nord, 0° 06′ 33″ est                        |       |
| Abbaye de Marmoutier : parties non protégées | Tours                                                      | Indre-et-Loire          | Centre-Val de Loire        | Inscrit        |                                                            | Notice no PA00098129 | 47° 24′ 11″ nord, 0° 43′ 02″ est                        |       |
| Église Notre-Dame de Véretz | Véretz                                                     | Indre-et-Loire          | Centre-Val de Loire        | Classé         | Inscrit (1933)                                             | Notice no PA00098275 | 47° 21′ 36″ nord, 0° 48′ 16″ est                        |       |
| Chœur de l'ancienne église Saint-Michel de Villeloin (d) | Villeloin-Coulangé                                         | Indre-et-Loire          | Centre-Val de Loire        | Inscrit        |                                                            | Notice no PA37000043 | 47° 08′ 27″ nord, 1° 13′ 29″ est                        |       |
| Basilique Saint-Joseph | Grenoble                                                   | Isère                   | Auvergne-Rhône-Alpes       | Inscrit        |                                                            | Notice no PA38000044 | 45° 11′ 12″ nord, 5° 43′ 49″ est                        |       |
| Château de Salette | La Balme-les-Grottes                                       | Isère                   | Auvergne-Rhône-Alpes       | Inscrit        | Inscrit (1996)                                             | Notice no PA38000001 | 45° 51′ 37″ nord, 5° 19′ 27″ est                        |       |
| Tour du Pollet | Saint-Chef                                                 | Isère                   | Auvergne-Rhône-Alpes       | Inscrit        |                                                            | Notice no PA38000045 | 45° 38′ 08″ nord, 5° 22′ 02″ est                        |       |
| Monument aux morts | Arbois                                                     | Jura                    | Bourgogne-Franche-Comté    | Inscrit        |                                                            | Notice no PA39000133 | 46° 54′ 05″ nord, 5° 46′ 16″ est                        |       |
| Sites palafittiques du Grand Lac de Clairvaux | Clairvaux-les-Lacs                                         | Jura                    | Bourgogne-Franche-Comté    | Inscrit        | Classé MH (1979, 1980)                                     | Notice no PA00101835 | 46° 34′ 18″ nord, 5° 44′ 57″ est                        |       |
| Monument aux morts | Dole                                                       | Jura                    | Bourgogne-Franche-Comté    | Inscrit        |                                                            | Notice no PA39000134 | 47° 06′ 10″ nord, 5° 29′ 26″ est                        |       |
| Monument aux morts | Salins-les-Bains                                           | Jura                    | Bourgogne-Franche-Comté    | Inscrit        |                                                            | Notice no PA39000135 | 46° 56′ 48″ nord, 5° 52′ 43″ est                        |       |
| Château d'Argoubet (ou château de Vergez) | Arsague                                                    | Landes                  | Nouvelle-Aquitaine         | Inscrit        |                                                            | Notice no PA40000097 | 43° 35′ 11″ nord, 0° 47′ 18″ ouest                      |       |
| Maison de la Chancellerie | Blois                                                      | Loir-et-Cher            | Centre-Val de Loire        | Inscrit        | Inscrit (1930, 1946)                                       | Notice no PA00098371 | 47° 35′ 14″ nord, 1° 19′ 51″ est                        |       |
| Abbaye de la Trinité : greniers, bâtiment Régence, mur de clôture | Vendôme                                                    | Loir-et-Cher            | Centre-Val de Loire        | Inscrit        | Classé (1840, 1949) Inscrit (1948)                         | Notice no PA00098633 | 47° 47′ 28″ nord, 1° 04′ 08″ est                        |       |
| Église Notre-Dame d'Écoman (d) | Vievy-le-Rayé                                              | Loir-et-Cher            | Centre-Val de Loire        | Inscrit        |                                                            | Notice no PA41000078 | 47° 53′ 25″ nord, 1° 18′ 15″ est                        |       |
| Château de Saint-Bonnet-les-Oules | Saint-Bonnet-les-Oules                                     | Loire                   | Auvergne-Rhône-Alpes       | Inscrit        | Inscrit (1984)                                             | Notice no PA00117588 | 45° 32′ 34″ nord, 4° 19′ 46″ est                        |       |
| Aqueduc du Gier : section Pont du Langonand | Saint-Chamond                                              | Loire                   | Auvergne-Rhône-Alpes       | Inscrit        | Classé (1875, 1900, 1912, 1930, 1962, 1986) Inscrit (1964) | Notice no PA42000055 | 45° 28′ 18″ nord, 4° 29′ 30″ est                        |       |
| Château de la Planche | Grazac                                                     | Haute-Loire             | Auvergne-Rhône-Alpes       | Inscrit        |                                                            | Notice no PA43000068 | 45° 11′ 05″ nord, 4° 11′ 28″ est                        |       |
| Château de Lavoûte-Polignac | Lavoûte-sur-Loire                                          | Haute-Loire             | Auvergne-Rhône-Alpes       | Inscrit        | Inscrit (1967)                                             | Notice no PA00092691 | 45° 07′ 03″ nord, 3° 53′ 39″ est                        |       |
| Forerie-chapelle de la manufacture d'Indret | Indre                                                      | Loire-Atlantique        | Pays de la Loire           | Inscrit        |                                                            | Notice no PA44000071 | 47° 11′ 41″ nord, 1° 40′ 49″ ouest                      |       |
| Usine des Batignolles de Nantes | Nantes                                                     | Loire-Atlantique        | Pays de la Loire           | Inscrit        |                                                            | Notice no PA44000070 | 47° 14′ 53″ nord, 1° 31′ 32″ ouest                      |       |
| Grue noire des anciens chantiers navals Dubigeon | Nantes                                                     | Loire-Atlantique        | Pays de la Loire           | Inscrit        | Inscrit (2018)                                             | Notice no PA44000072 | 47° 11′ 46″ nord, 1° 35′ 16″ ouest                      |       |
| Distillerie de Bou (d) | Bou                                                        | Loiret                  | Pays de la Loire           | Inscrit        |                                                            | Notice no PA45000056 | 47° 52′ 16″ nord, 2° 02′ 29″ est                        |       |
| Chapelle de l'hôpital (d) du centre hospitalier Pierre Dézarnaulds | Gien                                                       | Loiret                  | Pays de la Loire           | Inscrit        |                                                            | Notice no PA45000057 | 47° 41′ 26″ nord, 2° 38′ 01″ est                        |       |
| Caserne Gudin | Montargis                                                  | Loiret                  | Pays de la Loire           | Inscrit Classé |                                                            | Notice no PA45000055 | 47° 59′ 19″ nord, 2° 43′ 53″ est                        |       |
| Conservatoire de musique | Orléans                                                    | Loiret                  | Pays de la Loire           | Inscrit        | Inscrit (1940)                                             | Notice no PA00098890 | 47° 54′ 08″ nord, 1° 54′ 31″ est                        |       |
| Maison Raynaly (d) | Bélaye                                                     | Lot                     | Occitanie                  | Inscrit        |                                                            | Notice no PA46000080 | 44° 27′ 57″ nord, 1° 11′ 42″ est                        |       |
| Château de Ramps (d) | Castelnau-Montratier-Sainte-Alauzie                        | Lot                     | Occitanie                  | Inscrit        |                                                            | Notice no PA46000082 | 44° 18′ 17″ nord, 1° 17′ 23″ est                        |       |
| Truque de Maurélis (d) | Bélaye                                                     | Lot                     | Occitanie                  | Inscrit        |                                                            | Notice no PA46000079 | 44° 17′ 03″ nord, 1° 21′ 01″ est                        |       |
| Château de Luzech | Luzech                                                     | Lot                     | Occitanie                  | Inscrit        | Classé (1905)                                              | Notice no PA00095151 | 44° 28′ 48″ nord, 1° 17′ 11″ est                        |       |
| Commanderie de Soulomès (d) | Soulomès                                                   | Lot                     | Occitanie                  | Inscrit        |                                                            | Notice no PA46000081 |                                                         |       |
| Hôtel de ville d'Astaffort (d) | Astaffort                                                  | Lot-et-Garonne          | Nouvelle-Aquitaine         | Inscrit        |                                                            | Notice no PA47000110 | 44° 03′ 53″ nord, 0° 39′ 06″ est                        |       |
| Halle au blé | Le Mas-d'Agenais                                           | Lot-et-Garonne          | Nouvelle-Aquitaine         | Inscrit        |                                                            | Notice no PA47000109 | 44° 24′ 42″ nord, 0° 13′ 03″ est                        |       |
| Église Saint-Pierre d'Orival (d) | Laroque-Timbaut                                            | Lot-et-Garonne          | Nouvelle-Aquitaine         | Inscrit        |                                                            | Notice no PA47000111 | 44° 16′ 32″ nord, 0° 44′ 05″ est                        |       |
| Église Notre-Dame de Sérignac (d) | Sérignac-Péboudou                                          | Lot-et-Garonne          | Nouvelle-Aquitaine         | Inscrit        | Inscrit (1926)                                             | Notice no PA00084252 | 44° 36′ 52″ nord, 0° 32′ 26″ est                        |       |
| Église Sainte-Catherine | Villeneuve-sur-Lot                                         | Lot-et-Garonne          | Nouvelle-Aquitaine         | Classé         | Inscrit (2020)                                             | Notice no PA47000104 | 44° 24′ 24″ nord, 0° 42′ 24″ est                        |       |
| Centre de détention d'Eysses : mur des Fusillés, cour | Villeneuve-sur-Lot                                         | Lot-et-Garonne          | Nouvelle-Aquitaine         | Classé         | Inscrit (1996)                                             | Notice no PA47000023 | 44° 25′ 07″ nord, 0° 43′ 16″ est                        |       |
| Château de la Jumellière | Chemillé-en-Anjou                                          | Maine-et-Loire          | Pays de la Loire           | Classé         | Inscrit (2014)                                             | Notice no PA49000092 | 47° 16′ 46″ nord, 0° 44′ 07″ ouest                      |       |
| Moulin du Pavé | Les Garennes sur Loire                                     | Maine-et-Loire          | Pays de la Loire           | Inscrit        |                                                            | Notice no PA49000103 | 47° 21′ 36″ nord, 0° 27′ 05″ ouest                      |       |
| Château de Montreuil-Bellay : anciennes écuries, greniers du château, sols                                                                                             | Montreuil-Bellay                                           | Maine-et-Loire          | Pays de la Loire           | Classé         | Classé (1979) Inscrit (2019)                               | Notice no PA49000099 | 47° 08′ 00″ nord, 0° 09′ 18″ ouest                      |       |
| Maison de la Bizolière | Savennières                                                | Maine-et-Loire          | Pays de la Loire           | Inscrit        |                                                            | Notice no PA49000102 | 47° 23′ 43″ nord, 0° 39′ 45″ ouest                      |       |
| Église Saint-Charles de Marnaval | Saint-Dizier                                               | Haute-Marne             | Grand Est                  | Inscrit        |                                                            | Notice no PA52000041 | 48° 37′ 30″ nord, 4° 59′ 22″ est                        |       |
| Tour canonnière de l'ancien château fort de Vignory | Vignory                                                    | Haute-Marne             | Grand Est                  | Inscrit        | Classé (1989)                                              | Notice no PA00079266 | 48° 16′ 36″ nord, 5° 06′ 05″ est                        |       |
| Archisculpture du musée Robert Tatin | Cossé-le-Vivien                                            | Mayenne                 | Pays de la Loire           | Inscrit        |                                                            | Notice no PA53000042 | 47° 55′ 59″ nord, 0° 53′ 48″ ouest                      |       |
| Abbaye de Clermont | Olivet, La Brûlatte                                        | Mayenne                 | Pays de la Loire           | Inscrit        | Classé (1957, 1987)                                        | Notice no PA00109574 | 48° 05′ 53″ nord, 0° 56′ 03″ ouest                      |       |
| Tour des Plaids (d) | Verdun                                                     | Meuse                   | Grand Est                  | Inscrit        |                                                            | Notice no PA55000061 | 49° 09′ 33″ nord, 5° 23′ 24″ est                        |       |
| Château de la Grand'Ville | Brandivy                                                   | Morbihan                | Bretagne                   | Inscrit        |                                                            | Notice no PA56000095 | 47° 45′ 52″ nord, 2° 56′ 51″ ouest                      |       |
| Château de Moustoirlan | Malguénac                                                  | Morbihan                | Bretagne                   | Inscrit        | Inscrit (1986)                                             | Notice no PA00091430 | 48° 04′ 22″ nord, 3° 03′ 09″ ouest                      |       |
| Manoir de la Cour | Théhillac                                                  | Morbihan                | Bretagne                   | Inscrit        | Inscrit (1979)                                             | Notice no PA00091753 | 47° 34′ 02″ nord, 2° 06′ 11″ ouest                      |       |
| Maison Berweiller | Sierck-les-Bains                                           | Moselle                 | Grand Est                  | Classé         | Inscrit (2021)                                             | Notice no PA57000047 | 49° 26′ 28″ nord, 6° 21′ 26″ est                        |       |
| Église Saint-Pierre de Larochemillay (d) | Larochemillay                                              | Nièvre                  | Bourgogne-Franche-Comté    | Classé         | Inscrit (2017)                                             | Notice no PA58000048 | 46° 52′ 41″ nord, 4° 00′ 04″ est                        |       |
| Chartreuse de Basseville | Pousseaux                                                  | Nièvre                  | Bourgogne-Franche-Comté    | Inscrit        |                                                            | Notice no PA00112991 | 47° 29′ 49″ nord, 3° 30′ 52″ est                        |       |
| Château de la Montagne : glacière, captages et réseaux hydrauliques | Saint-Honoré-les-Bains                                     | Nièvre                  | Bourgogne-Franche-Comté    | Inscrit        | Classé (1997) Inscrit (1995, 2002)                         | Notice no PA00135229 | 46° 53′ 52″ nord, 3° 50′ 50″ est                        |       |
| Monument et crypte aux morts (d) | Loos                                                       | Nord                    | Hauts-de-France            | Inscrit        |                                                            | Notice no PA59000213 | 50° 36′ 28″ nord, 3° 01′ 16″ est                        |       |
| Église Saint-Omer (d) | Staple                                                     | Nord                    | Hauts-de-France            | Inscrit        |                                                            | Notice no PA59000214 | 50° 44′ 56″ nord, 2° 27′ 19″ est                        |       |
| Maison à pans de bois | Beauvais                                                   | Oise                    | Hauts-de-France            | Inscrit        |                                                            | Notice no PA60000106 | 49° 25′ 30″ nord, 2° 05′ 08″ est                        |       |
| Chapelle de l'archiconfrérie Saint-Joseph | Beauvais                                                   | Oise                    | Hauts-de-France            | Inscrit        |                                                            | Notice no PA60000105 | 49° 25′ 47″ nord, 2° 06′ 25″ est                        |       |
| Hôtel de ville et son beffroi (d) | Hesdin                                                     | Pas-de-Calais           | Hauts-de-France            | Inscrit        | Inscrit (1926, 1946)                                       | Notice no PA00108312 | 50° 22′ 23″ nord, 2° 02′ 11″ est                        |       |
| Phare de Walde | Marck-en-Calaisis                                          | Pas-de-Calais           | Hauts-de-France            | Inscrit        |                                                            | Notice no PA62000166 | 50° 59′ 37″ nord, 1° 54′ 53″ est                        |       |
| Pavillon Majestic | Chamalières                                                | Puy-de-Dôme             | Auvergne-Rhône-Alpes       | Inscrit        |                                                            | Notice no PA00091936 | 45° 46′ 04″ nord, 3° 03′ 35″ est                        |       |
| Hôtel de la Chanterie : parties non classées | Clermont-Ferrand                                           | Puy-de-Dôme             | Auvergne-Rhône-Alpes       | Inscrit        | Classé (1922)                                              | Notice no PA00092073 | 45° 47′ 35″ nord, 3° 06′ 50″ est                        |       |
| Église Saint-Blaise | La Godivelle                                               | Puy-de-Dôme             | Auvergne-Rhône-Alpes       | Inscrit        |                                                            | Notice no PA63000140 | 45° 23′ 18″ nord, 2° 55′ 21″ est                        |       |
| Église Saint-Léger : parties non classées | Montfermy                                                  | Puy-de-Dôme             | Auvergne-Rhône-Alpes       | Inscrit        | Classé (1908)                                              | Notice no PA00092203 | 45° 52′ 52″ nord, 2° 48′ 34″ est                        |       |
| Hôtel des Pins (d) | Murol                                                      | Puy-de-Dôme             | Auvergne-Rhône-Alpes       | Inscrit        |                                                            | Notice no PA63000141 | 45° 34′ 31″ nord, 2° 56′ 28″ est                        |       |
| Château de la Bâtisse (d) | Puy-Guillaume                                              | Puy-de-Dôme             | Auvergne-Rhône-Alpes       | Inscrit        |                                                            | Notice no PA00092255 | 45° 58′ 19″ nord, 3° 29′ 05″ est                        |       |
| Bain rituel juif de Bayonne (d) | Bayonne                                                    | Pyrénées-Atlantiques    | Nouvelle-Aquitaine         | Inscrit        | Inscrit (2014)                                             | Notice no PA64000086 | 43° 29′ 45″ nord, 1° 28′ 10″ ouest                      |       |
| Villa « Auriol » | Gabaston                                                   | Pyrénées-Atlantiques    | Nouvelle-Aquitaine         | Classé         | Inscrit (2018)                                             | Notice no PA64000113 | 43° 21′ 15″ nord, 0° 13′ 55″ ouest                      |       |
| Auberge « À la Couronne Verte » (d) | Barembach                                                  | Bas-Rhin                | Grand Est                  | Inscrit        |                                                            | Notice no PA67000109 | 48° 28′ 39″ nord, 7° 13′ 45″ est                        |       |
| Atelier Wingerter-Ruhlmann | Betschdorf                                                 | Bas-Rhin                | Grand Est                  | Classé         |                                                            | Notice no PA67000108 | 48° 53′ 54″ nord, 7° 53′ 50″ est                        |       |
| Église de la Paix | Froeschwiller                                              | Bas-Rhin                | Grand Est                  | Classé         | Inscrit (2020)                                             | Notice no PA67000106 | 48° 56′ 32″ nord, 7° 43′ 19″ est                        |       |
| Vestiges de l'Église Saint-Jean-Baptiste-d'Oberlinden dite Oberkirch                                                                                                   | Obernai                                                    | Bas-Rhin                | Grand Est                  | Inscrit        | Inscrit (1986)                                             | Notice no PA00084851 | 48° 27′ 46″ nord, 7° 28′ 20″ est                        |       |
| Villa Scheyder (d) | Schiltigheim                                               | Bas-Rhin                | Grand Est                  | Inscrit        |                                                            | Notice no PA67000111 | 48° 36′ 08″ nord, 7° 44′ 18″ est                        |       |
| Église Saint-Arbogast | Strasbourg                                                 | Bas-Rhin                | Grand Est                  | Inscrit        |                                                            | Notice no PA67000110 | 48° 34′ 20″ nord, 7° 43′ 08″ est                        |       |
| Église protestante (d) | Wintzenheim-Kochersberg                                    | Bas-Rhin                | Grand Est                  | Inscrit        |                                                            | Notice no PA67000112 | 48° 39′ 32″ nord, 7° 30′ 49″ est                        |       |
| Maison dîmière (d) | Magstatt-le-Haut                                           | Haut-Rhin               | Grand Est                  | Inscrit        |                                                            | Notice no PA68000073 | 47° 37′ 53″ nord, 7° 23′ 44″ est                        |       |
| Carrière néolithique de Saint-Amarin (d) | Saint-Amarin                                               | Haut-Rhin               | Grand Est                  | Inscrit        |                                                            | Notice no PA68000070 | 47° 54′ 03″ nord, 7° 02′ 52″ est                        |       |
| Église Notre-Dame-de-l'Assomption dite église Blanche (d) | Wintzenheim                                                | Haut-Rhin               | Grand Est                  | Inscrit        |                                                            | Notice no PA68000071 | 48° 05′ 05″ nord, 7° 19′ 12″ est                        |       |
| Église Sainte-Foy | Sainte-Foy-lès-Lyon                                        | Métropole de Lyon       | Auvergne-Rhône-Alpes       | Inscrit        |                                                            | Notice no PA69000079 | 45° 44′ 13″ nord, 4° 48′ 19″ est                        |       |
| Monument aux morts | Gray                                                       | Haute-Saône             | Bourgogne-Franche-Comté    | Inscrit        |                                                            | Notice no PA70000123 | 47° 26′ 29″ nord, 5° 35′ 30″ est                        |       |
| Monument aux morts | Savoyeux                                                   | Haute-Saône             | Bourgogne-Franche-Comté    | Inscrit        |                                                            | Notice no PA70000124 | 47° 32′ 49″ nord, 5° 44′ 43″ est                        |       |
| Monument aux morts des Allées | Vesoul                                                     | Haute-Saône             | Bourgogne-Franche-Comté    | Inscrit        |                                                            | Notice no PA70000125 | 47° 37′ 22″ nord, 6° 09′ 45″ est                        |       |
| Château de Chassy | Chassy                                                     | Saône-et-Loire          | Bourgogne-Franche-Comté    | Classé         | Inscrit (1927, 2012)                                       | Notice no PA00113206 | 46° 35′ 06″ nord, 4° 06′ 52″ est                        |       |
| Domaine de la Tuilerie (d) | Clessy                                                     | Saône-et-Loire          | Bourgogne-Franche-Comté    | Inscrit        |                                                            | Notice no PA71000098 | 46° 33′ 01″ nord, 4° 04′ 16″ est                        |       |
| Puits de mine Hottinguer | Épinac                                                     | Saône-et-Loire          | Bourgogne-Franche-Comté    | Classé         | Inscrit (1992)                                             | Notice no PA00113565 | 46° 59′ 01″ nord, 4° 31′ 15″ est                        |       |
| Château de Marigny | Fleurville                                                 | Saône-et-Loire          | Bourgogne-Franche-Comté    | Inscrit        | Inscrit (1941)                                             | Notice no PA00113278 | 46° 26′ 38″ nord, 4° 52′ 37″ est                        |       |
| Chapelle Saint-Claude-la-Colombière | Paray-le-Monial                                            | Saône-et-Loire          | Bourgogne-Franche-Comté    | Classé         | Inscrit (2012)                                             | Notice no PA71000057 | 46° 27′ 08″ nord, 4° 07′ 26″ est                        |       |
| Baraque de logement de harkis (d) | Roussillon-en-Morvan                                       | Saône-et-Loire          | Bourgogne-Franche-Comté    | Inscrit        |                                                            | Notice no PA71000097 | 47° 01′ 37″ nord, 4° 06′ 53″ est                        |       |
| Tympan hydraulique du château du Lude | Le Lude                                                    | Sarthe                  | Pays de la Loire           | Classé         | Classé (1928) Inscrit (1992, 2012)                         | Notice no PA00109788 | 47° 38′ 51″ nord, 0° 09′ 32″ est                        |       |
| Château de Sourches | Saint-Symphorien                                           | Sarthe                  | Pays de la Loire           | Inscrit        | Classé (1947)                                              | Notice no PA00109961 | 48° 04′ 53″ nord, 0° 06′ 08″ ouest                      |       |
| Maison forte dite maison Blanc | Beaufort                                                   | Savoie                  | Auvergne-Rhône-Alpes       | Inscrit        |                                                            | Notice no PA73000034 | 45° 43′ 00″ nord, 6° 34′ 28″ est                        |       |
| Ferme de Villarion dite maison Jarre | Les Chapelles                                              | Savoie                  | Auvergne-Rhône-Alpes       | Inscrit        | Inscrit (2006)                                             | Notice no PA73000013 | 45° 34′ 51″ nord, 6° 43′ 22″ est                        |       |
| Maison forte des comtes de Bieux (d) | Flumet                                                     | Savoie                  | Auvergne-Rhône-Alpes       | Inscrit        |                                                            | Notice no PA73000035 | 45° 49′ 01″ nord, 6° 30′ 47″ est                        |       |
| Hôtel de préfecture de la Haute-Savoie | Annecy                                                     | Haute-Savoie            | Auvergne-Rhône-Alpes       | Inscrit        |                                                            | Notice no PA74000041 | 45° 54′ 11″ nord, 6° 07′ 57″ est                        |       |
| Ancienne abbaye du Lieu | Perrignier                                                 | Haute-Savoie            | Auvergne-Rhône-Alpes       | Inscrit        |                                                            | Notice no PA74000052 | 46° 18′ 37″ nord, 6° 25′ 59″ est                        |       |
| Église de la Conversion-de-Saint-Paul | Saint-Paul-en-Chablais                                     | Haute-Savoie            | Auvergne-Rhône-Alpes       | Inscrit        |                                                            | Notice no PA74000053 | 46° 22′ 46″ nord, 6° 37′ 51″ est                        |       |
| Chapelle Notre-Dame de Chavannex (d) | Sciez                                                      | Haute-Savoie            | Auvergne-Rhône-Alpes       | Inscrit        |                                                            | Notice no PA74000050 | 46° 18′ 58″ nord, 6° 22′ 38″ est                        |       |
| Villa Besnard (d) | Talloires-Montmin                                          | Haute-Savoie            | Auvergne-Rhône-Alpes       | Inscrit        |                                                            | Notice no PA74000051 | 45° 50′ 14″ nord, 6° 12′ 51″ est                        |       |
| Pavillon du Roi | Paris 4e                                                   | Paris                   | Île-de-France              | Inscrit        | Classé (1956)                                              | Notice no PA00086473 | 48° 51′ 18″ nord, 2° 21′ 55″ est                        |       |
| Premier étage de l'hôtel de Chaulnes | Paris 4e                                                   | Paris                   | Île-de-France              | Inscrit        | Classé (1954) Inscrit (1954, 2021)                         | Notice no PA00086282 | 48° 51′ 19″ nord, 2° 21′ 52″ est                        |       |
| Temple protestant du Foyer de l'Âme | Paris 11e                                                  | Paris                   | Île-de-France              | Inscrit        |                                                            | Notice no PA75110005 | 48° 51′ 21″ nord, 2° 22′ 10″ est                        |       |
| Château de Bagatelle : Trianon, pavillons de garde, terrasses, pavillon de Bagatelle                                                                                   | Paris 16e                                                  | Paris                   | Île-de-France              | Classé         | Classé (1978)                                              | Notice no PA00086708 | 48° 52′ 18″ nord, 2° 14′ 50″ est                        |       |
| Basilique du Sacré-Cœur, ses annexes et le square Louise-Michel | Paris 18e                                                  | Paris                   | Île-de-France              | Classé         | Inscrit (2020)                                             | Notice no PA75180004 | 48° 53′ 12″ nord, 2° 20′ 35″ est                        |       |
| Ateliers d'artistes, 73 rue Caulaincourt | Paris 18e                                                  | Paris                   | Île-de-France              | Inscrit        |                                                            | Notice no PA75180005 | 48° 53′ 23″ nord, 2° 20′ 12″ est                        |       |
| Tombeau d'Ivan Yakovleff | Paris 20e                                                  | Paris                   | Île-de-France              | Inscrit        |                                                            | Notice no PA75200005 | 48° 51′ 50″ nord, 2° 23′ 39″ est                        |       |
| Monument aux morts | Bolbec                                                     | Seine-Maritime          | Normandie                  | Inscrit        |                                                            | Notice no PA76000113 | 49° 34′ 17″ nord, 0° 28′ 15″ est                        |       |
| Monument aux morts | Cuy-Saint-Fiacre                                           | Seine-Maritime          | Normandie                  | Inscrit        |                                                            | Notice no PA76000114 | 49° 30′ 49″ nord, 1° 41′ 53″ est                        |       |
| Monument aux morts situé dans le cimetière | Darnétal                                                   | Seine-Maritime          | Normandie                  | Inscrit        |                                                            | Notice no PA76000115 | 49° 26′ 39″ nord, 1° 09′ 14″ est                        |       |
| Monument aux morts, square Carnot | Dieppe                                                     | Seine-Maritime          | Normandie                  | Inscrit        |                                                            | Notice no PA76000116 | 49° 55′ 24″ nord, 1° 04′ 32″ est                        |       |
| Monument aux morts | Elbeuf                                                     | Seine-Maritime          | Normandie                  | Inscrit        |                                                            | Notice no PA76000117 | 49° 17′ 30″ nord, 1° 00′ 25″ est                        |       |
| Ancien Collège des Jésuites | Eu                                                         | Seine-Maritime          | Normandie                  | Inscrit        |                                                            | Notice no PA00100649 | 50° 02′ 49″ nord, 1° 25′ 14″ est                        |       |
| Monument aux morts | Fécamp                                                     | Seine-Maritime          | Normandie                  | Inscrit        |                                                            | Notice no PA76000118 | 49° 45′ 26″ nord, 0° 22′ 35″ est                        |       |
| Monument aux morts | Grand-Couronne                                             | Seine-Maritime          | Normandie                  | Inscrit        |                                                            | Notice no PA76000119 | 49° 21′ 14″ nord, 1° 00′ 41″ est                        |       |
| Monument aux morts dit monument de la Victoire | Le Havre                                                   | Seine-Maritime          | Normandie                  | Inscrit        |                                                            | Notice no PA76000120 | 49° 29′ 26″ nord, 0° 06′ 29″ est                        |       |
| Monument aux morts | Ouville-la-Rivière                                         | Seine-Maritime          | Normandie                  | Inscrit        |                                                            | Notice no PA76000121 | 49° 52′ 25″ nord, 0° 57′ 44″ est                        |       |
| Monument aux morts | Pavilly                                                    | Seine-Maritime          | Normandie                  | Inscrit        |                                                            | Notice no PA76000122 | 49° 34′ 00″ nord, 0° 57′ 15″ est                        |       |
| Monument aux morts dit Casque Couronné du cimetière Saint-Sever | Le Petit-Quevilly                                          | Seine-Maritime          | Normandie                  | Inscrit        |                                                            | Notice no PA76000123 | 49° 24′ 40″ nord, 1° 03′ 59″ est                        |       |
| Église Saint-Nicaise | Rouen                                                      | Seine-Maritime          | Normandie                  | Classé         | Inscrit (1981)                                             | Notice no PA00100822 | 49° 26′ 39″ nord, 1° 06′ 12″ est                        |       |
| Monument aux morts dit de la Victoire | Rouen                                                      | Seine-Maritime          | Normandie                  | Inscrit        |                                                            | Notice no PA76000126 | 49° 26′ 01″ nord, 1° 05′ 29″ est                        |       |
| Église Saint-Romain | Rouen                                                      | Seine-Maritime          | Normandie                  | Inscrit        |                                                            | Notice no PA76000124 | 49° 26′ 55″ nord, 1° 05′ 43″ est                        |       |
| Monument aux forains morts pour la France | Rouen                                                      | Seine-Maritime          | Normandie                  | Inscrit        |                                                            | Notice no PA76000125 | 49° 26′ 46″ nord, 1° 06′ 27″ est                        |       |
| Monument aux morts | Le Trait                                                   | Seine-Maritime          | Normandie                  | Inscrit        |                                                            | Notice no PA76000127 | 49° 29′ 12″ nord, 0° 48′ 16″ est                        |       |
| Monument aux morts | Yvetot                                                     | Seine-Maritime          | Normandie                  | Inscrit        |                                                            | Notice no PA76000128 | 49° 37′ 00″ nord, 0° 45′ 22″ est                        |       |
| Ferme du domaine de Brou-sur-Chantereine | Brou-sur-Chantereine                                       | Seine-et-Marne          | Île-de-France              | Inscrit        |                                                            | Notice no PA00086839 | 48° 53′ 16″ nord, 2° 37′ 58″ est                        |       |
| Vestiges archéologiques de Buthiers (d) : abri orné dit « Grotte de la Hache » , roche dit « Rocher au Barbu »                                                         | Buthiers                                                   | Seine-et-Marne          | Île-de-France              | Classé         | Inscrit (2018)                                             | Notice no PA77000034 | 48° 17′ 41″ nord, 2° 26′ 20″ est                        |       |
| Ancien palais épiscopal (d) : chapelle des catéchismes, puits de la cour d'honneur, passerelle reliant le bâtiment du vieux chapitre à la cathédrale, jardin épiscopal | Meaux                                                      | Seine-et-Marne          | Île-de-France              | Inscrit        |                                                            | Notice no PA00087093 | 48° 57′ 39″ nord, 2° 52′ 43″ est                        |       |
| Abri antiaérien conique (d) | Villenoy                                                   | Seine-et-Marne          | Île-de-France              | Inscrit        |                                                            | Notice no PA77000039 | 48° 56′ 41″ nord, 2° 51′ 59″ est                        |       |
| Parc du château de Breteuil | Choisel                                                    | Yvelines                | Île-de-France              | Inscrit        | Classé (1973) Inscrit (1961)                               | Notice no PA00087406 | 48° 40′ 49″ nord, 2° 01′ 23″ est                        |       |
| Château de Dampierre | Dampierre-en-Yvelines, Saint-Forget                        | Yvelines                | Île-de-France              | Classé         | Inscrit (1928)                                             | Notice no PA00087420 | 48° 42′ 18″ nord, 1° 59′ 17″ est                        |       |
| Maison de Maurice Ravel, dite « Le Belvédère » | Montfort-l'Amaury                                          | Yvelines                | Île-de-France              | Classé         | Inscrit (1994, 2019)                                       | Notice no PA00132998 | 48° 46′ 34″ nord, 1° 48′ 19″ est                        |       |
| Pavillon du Roi de Rome (d) : partie sud de l'aile orientale de l'ancien palais                                                                                        | Rambouillet                                                | Yvelines                | Île-de-France              | Classé         | Classé (1995,2016) Inscrit(1966,1989)                      | Notice no PA00087584 | 48° 38′ 39″ nord, 1° 49′ 20″ est                        |       |
| Château de Thoiry : serres et bassin de l'ancien potager | Thoiry                                                     | Yvelines                | Île-de-France              | Inscrit        |                                                            | Notice no PA00087655 | 48° 51′ 50″ nord, 1° 47′ 46″ est                        |       |
| Ancien centre social SNCF | Thouars                                                    | Deux-Sèvres             | Nouvelle-Aquitaine         | Inscrit        |                                                            | Notice no PA79000051 | 46° 58′ 59″ nord, 0° 12′ 05″ ouest                      |       |
| Anciens Bains-douches | Thouars                                                    | Deux-Sèvres             | Nouvelle-Aquitaine         | Inscrit        |                                                            | Notice no PA79000050 | 46° 58′ 42″ nord, 0° 13′ 02″ ouest                      |       |
| Église Saint-Martin | Saint-Valery-sur-Somme                                     | Somme                   | Hauts-de-France            | Classé         | Inscrit (1926)                                             | Notice no PA00116250 | 50° 11′ 19″ nord, 1° 37′ 50″ est                        |       |
| Groupe scolaire Villegoudou | Castres                                                    | Tarn                    | Occitanie                  | Inscrit        |                                                            | Notice no PA81000061 | 43° 36′ 19″ nord, 2° 14′ 41″ est                        |       |
| Tour de Palmata | Gaillac                                                    | Tarn                    | Occitanie                  | Classé         | Inscrit (1927,2021)                                        | Notice no PA00095564 | 43° 53′ 53″ nord, 1° 53′ 48″ est                        |       |
| Château de la Sagne (d) | Mazamet                                                    | Tarn                    | Occitanie                  | Inscrit        |                                                            | Notice no PA81000060 | 43° 29′ 19″ nord, 2° 22′ 18″ est                        |       |
| Église Saint-Sauveur | Mazamet                                                    | Tarn                    | Occitanie                  | Inscrit        |                                                            | Notice no PA81000059 | 43° 29′ 21″ nord, 2° 22′ 32″ est                        |       |
| Motte castrale de Haut-Castel (d) | Saint-Amans-de-Pellagal                                    | Tarn-et-Garonne         | Occitanie                  | Inscrit        |                                                            | Notice no PA82000050 | 44° 13′ 53″ nord, 1° 08′ 40″ est                        |       |
| Église Saint-Eutrope (d) | Méounes-lès-Montrieux                                      | Var                     | Provence-Alpes-Côte d'Azur | Inscrit        |                                                            | Notice no PA83000053 | 43° 16′ 52″ nord, 5° 58′ 10″ est                        |       |
| Vestiges de la Villa antique de Pèbre | Vinon-sur-Verdon                                           | Var                     | Provence-Alpes-Côte d'Azur | Inscrit        |                                                            | Notice no PA83000054 | 43° 43′ 59″ nord, 5° 48′ 49″ est                        |       |
| Cathédrale Notre-Dame-des-Doms | Avignon                                                    | Vaucluse                | Provence-Alpes-Côte d'Azur | Inscrit        | Classé (1840)                                              | Notice no PA00081814 | 43° 57′ 06″ nord, 4° 48′ 27″ est                        |       |
| Maison, 24 place du Change | Avignon                                                    | Vaucluse                | Provence-Alpes-Côte d'Azur | Inscrit        |                                                            | Notice no PA84000084 | 43° 56′ 53″ nord, 4° 48′ 25″ est                        |       |
| Atelier de Claude et François Stahly | Crestet                                                    | Vaucluse                | Provence-Alpes-Côte d'Azur | Inscrit Classé | Inscrit (1947,1988)                                        | Notice no PA00082033 | 44° 12′ 27″ nord, 5° 04′ 42″ est                        |       |
| Immeuble « Beaucaire », ancienne carrière de la communauté juive | L'Isle-sur-la-Sorgue                                       | Vaucluse                | Provence-Alpes-Côte d'Azur | Inscrit        |                                                            | Notice no PA84000085 | 43° 55′ 10″ nord, 5° 03′ 01″ est                        |       |
| Chapelle des Pénitents blancs | L'Isle-sur-la-Sorgue                                       | Vaucluse                | Provence-Alpes-Côte d'Azur | Inscrit        |                                                            | Notice no PA84000086 | 43° 55′ 14″ nord, 5° 03′ 01″ est                        |       |
| Chapelle des Pénitents bleus (d) | L'Isle-sur-la-Sorgue                                       | Vaucluse                | Provence-Alpes-Côte d'Azur | Inscrit        |                                                            | Notice no PA84000087 | 43° 55′ 11″ nord, 5° 03′ 11″ est                        |       |
| Château de Thézan (d) | Saint-Didier                                               | Vaucluse                | Provence-Alpes-Côte d'Azur | Inscrit        |                                                            | Notice no PA00082146 | 44° 00′ 16″ nord, 5° 06′ 40″ est                        |       |
| Château du Ry-Chazerat | Journet                                                    | Vienne                  | Nouvelle-Aquitaine         | Inscrit        |                                                            | Notice no PA86000062 | 46° 27′ 22″ nord, 0° 57′ 53″ est                        |       |
| Château du Brassioux | Monthoiron                                                 | Vienne                  | Nouvelle-Aquitaine         | Inscrit        |                                                            | Notice no PA86000060 | 46° 45′ 03″ nord, 0° 36′ 43″ est                        |       |
| Logis de la Fontfermée | Naintré                                                    | Vienne                  | Nouvelle-Aquitaine         | Inscrit        |                                                            | Notice no PA86000061 | 46° 48′ 13″ nord, 0° 29′ 07″ est                        |       |
| Château de Valmate : Grande Ferme, réseau hydraulique, grande allée d'accès                                                                                            | Saint-Laurent-les-Églises                                  | Haute-Vienne            | Nouvelle-Aquitaine         | Inscrit        | Inscrit (1996)                                             | Notice no PA87000004 | 45° 59′ 11″ nord, 1° 29′ 53″ est                        |       |
| Théâtre du Peuple : atelier des décors, bloc sanitaire, la maison dite du jardinier, appentis, tombe des époux Pottecher, monument à Jean Pottecher, buanderie         | Bussang                                                    | Vosges                  | Grand Est                  | Inscrit        | Classé (1976, 2015)                                        | Notice no PA00107098 | 47° 52′ 56″ nord, 6° 50′ 50″ est                        |       |
| Parc du domaine d'Orbigny | Pontaubert                                                 | Yonne                   | Bourgogne-Franche-Comté    | Inscrit        |                                                            | Notice no PA89000075 | 47° 29′ 23″ nord, 3° 52′ 14″ est                        |       |
| Monument aux morts | Beaucourt                                                  | Territoire de Belfort   | Bourgogne-Franche-Comté    | Inscrit        |                                                            | Notice no PA90000016 | 47° 29′ 19″ nord, 6° 55′ 34″ est                        |       |
| Square du souvenir et ses monuments (monuments aux morts de la Grande Guerre, monument du Poilu et le Gaulois mourant)                                                 | Belfort                                                    | Territoire de Belfort   | Bourgogne-Franche-Comté    | Inscrit        |                                                            | Notice no PA90000017 | 47° 38′ 10″ nord, 6° 51′ 37″ est                        |       |
| Parc de Villeroy | Mennecy                                                    | Essonne                 | Île-de-France              | Inscrit        |                                                            | Notice no PA91000276 | 48° 33′ 40″ nord, 2° 25′ 10″ est                        |       |
| Château de Garges (d) : grille avec ses deux piliers ornés, mur-bahut                                                                                                  | Garges-lès-Gonesse                                         | Val-d'Oise              | Île-de-France              | Inscrit        | Inscrit (1944)                                             | Notice no PA00080065 | 48° 58′ 02″ nord, 2° 24′ 48″ est                        |       |
| Château du duc de Dino | Montmorency                                                | Val-d'Oise              | Île-de-France              | Inscrit        |                                                            | Notice no PA95000024 | 48° 58′ 54″ nord, 2° 19′ 14″ est                        |       |
| Ancien manoir de Valpendant, dit « Ferme de Valpendant (d) » | Presles                                                    | Val-d'Oise              | Île-de-France              | Inscrit        |                                                            | Notice no PA95000025 | 49° 06′ 11″ nord, 2° 17′ 47″ est                        |       |
| Hôtel de ville | Le François                                                | Martinique              | Martinique                 | Inscrit        |                                                            | Notice no PA97200050 | 14° 36′ 55″ nord, 60° 54′ 10″ ouest                     |       |
| Usine du Piton | Saint-Joseph                                               | La Réunion              | La Réunion                 | Inscrit        | Inscrit (2002)                                             | Notice no PA97400053 | 21° 22′ 58″ sud, 55° 37′ 09″ est                        |       |
| Usine Langevin | Saint-Joseph                                               | La Réunion              | La Réunion                 | Inscrit        | Inscrit (2002)                                             | Notice no PA97400052 | 21° 22′ 45″ sud, 55° 38′ 45″ est                        |       |
| Usine du Baril | Saint-Philippe                                             | La Réunion              | La Réunion                 | Inscrit        | Inscrit (2002)                                             | Notice no PA97400067 | 21° 22′ 07″ sud, 55° 43′ 49″ est                        |       |

## Radiations
Les protections des édifices suivants sont abrogées en 2022. Ces radiations concernent essentiellement des édifices détruits.
| Édifice                                                   | Commune             | Département    | Région              | Protection | Base Mérimée         | Coordonnées                      | Image |
| --------------------------------------------------------- | ------------------- | -------------- | ------------------- | ---------- | -------------------- | -------------------------------- | ----- |
| Deux maisons du XVIe situées aux 22 et 24, rue Bourgeoise | Beaulieu-lès-Loches | Indre-et-Loire | Centre-Val de Loire | inscrit    | Notice no PA00097568 | 47° 07′ 49″ nord, 1° 00′ 40″ est |       |
| Pavillon Jean de Julienne, situé 9, rue Berbier-du-Mets   | Paris 13e           | Paris          | Île-de-France       | inscrit    | Notice no PA75130009 |                                  |       |